# Jezová
Jezová (německy Jezowai, či Jesowey a Gezuwa) je zaniklá obec v okrese Česká Lípa. Nacházela se asi 3 km na jihovýchod od Kuřívod (tehdy město). Zrušena byla kvůli vzniku bývalého vojenského prostoru Ralsko, v jehož jihovýchodní části se ocitla. Původní zabrané katastrální území bylo Jezová, současné je pomezí Horní Krupá a Kuřívody v novodobém městě Ralsko.
Název zaniklé obce byl později podivně převzat úřady pro uprchlický tábor Jezová u Bělé pod Bezdězem, i když leží jinde (3 km jjz.), dokonce v jiném kraji, čímž se poněkud ztížila orientace v místopise.

## Popis a historie

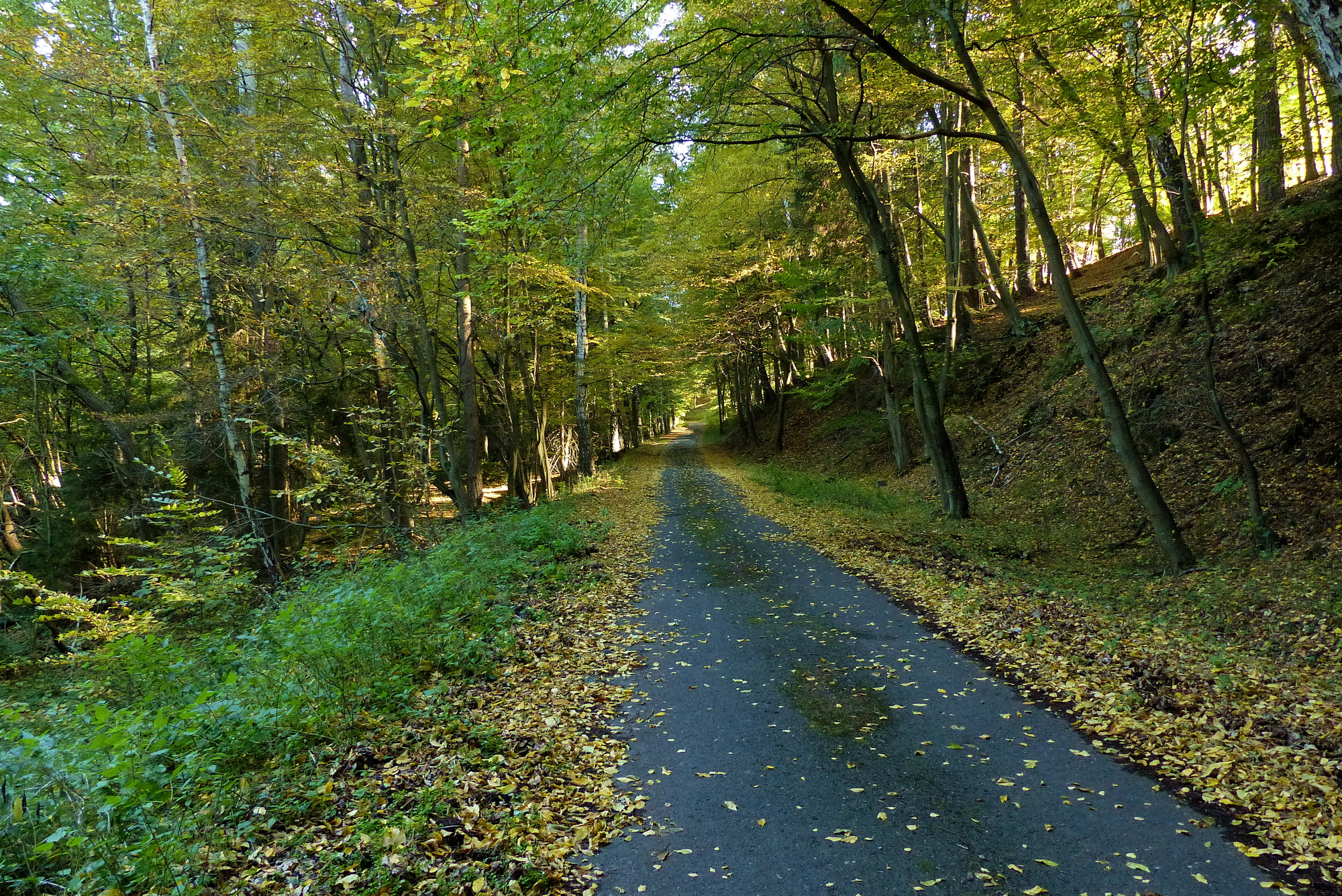
Silnice skrz bývalou Jezovou – výjezd z údolí

Po roce 1945 a odsunu německého obyvatelstva byla obec začleněna do vojenského výcvikového prostoru Ralsko a zanikla. V místě Jezové a blízkém okolí bylo postupně zřízeno několik významných vojenských zařízení. Mezi ně patří např. rozsáhle tankové cvičiště ČSLA, které mělo i vlastní stanový tábor.
V roce 1968 dochází k převzetí vojenského výcvikového prostoru Sovětskou aemádou. Stanový tábor byl nahrazen zděnými a dřevěnými budovami. V lokalitě nad bývalou vesnicí Jezová dochází k výstavbě velitelského stanoviště 5. protiletadlové raketové brigády, která zde umístila přehledové radiolokátory 1S12.